# 한상렬 (1876년)
한상렬(韓相烈, 1876년 ~ 1926년)은 한국의 독립운동가이다. 자는 문극(文極)이며 강원도 횡성군 출신이다.

## 생애
한일 병합 조약이 되자 의병을 모집하여 일본군과 500여 차례에 걸쳐 전투를 벌였다. 1908년에 일본 수비대가 처자를 납치한 뒤에도 굴복하지 않고 활동을 계속하였다.
이후 일본의 토벌 작전으로 1923년에 만주로 망명했다. 만주에서 김좌진을 보좌하였고, 보급품 확보, 선전활동, 군자금 모집 등 중책을 맡아 활동했다. 1926년, 중국 주재 청년총연맹의 공산당원에게 살해되었다. 1963년 건국훈장 독립장이 추서되었고, 2013년 2월의 독립운동가로 선정되었다.